# Wake Up…It’s Tomorrow
Wake Up…It’s Tomorrow — второй студийный альбом группы Strawberry Alarm Clock, коммерчески провальный и известный благодаря двум песням «Tomorrow» и «Sit With the Guru», изданных синглами в декабре 1967 и марте 1968 года соответственно.

## История
После успешного альбома Incense & Peppermints группа приступила к записи второго альбома. Первый сингл, «Tomorrow», вышел ещё в декабре 1967 года. Он достиг 23 позиции в чартах. Второй, «Sit With the Guru», появился на прилавках в марте 1968 и занял 65 строчку. Дополнительной рекламой альбому стал фильм Psych-Out, где впервые появилась песня «Pretty Song From Psych-Out». Альбом представляет собой смесь разных стилей и звучаний. На этом альбоме заметно уменьшилось участие Стива Бартека, который ушёл после выпуска альбома.

## Список композиций
Сторона A
1. «Nightmare of Percussion» (Баннелл/Сеол/Дэвис) — 2:55
2. «Soft Skies, No Lies» (Фриман/Кинг) — 3:08
3. «Tomorrow» (Кинг/Вейц) — 2:14
4. «They Saw the Fat One Coming» (Фриман/Кинг) — 3:25
5. «The Curse of the Witches» (Баннелл/Сеол) — 6:45

Сторона B
1. «Sit With the Guru» (Фриман/Кинг) — 3:04
2. «Go Back, You’re Going the Wrong Way» (Фриман/Кинг/Вейц) — 2:21
3. «Pretty Song From Psych-Out» (Фриман/Кинг) — 3:20
4. «Sitting on a Star» (Баннелл/Бартек/Сеол) — 2:52
5. «Black Butter (Past)» (Фриман/Кинг/Дэвис) — 2:25
6. «Black Butter (Present)» (Фриман/Кинг) — 2:06
7. «Black Butter (Future)» (Фриман/Кинг/Дэвис) — 1:27

## Участники записи
- Ли Фриман — вокал, гитара, ситар
- Эд Кинг — гитара
- Марк Вейц — орган
- Джордж Баннелл — бас-гитара
- Рэнди Сеол — ударные, перкуссия, вокал
- Говард Дэвис — перкуссия, вокал на «Nightmare of Percussion»
- Фрэнк Слей — продюсер